# UGM-133 트라이던트 II
UGM-133 트라이던트 II(UGM-133 Trident II) 또는 트라이던트 D5는 미국과 영국의 SLBM (submarine-launched ballistic missile 잠수함 발사 탄도 미사일)이다.

## 역사
캘리포니아주 서니베일의 록히드 마틴에서 생산한다. 1990년에 실전배치되었다.
트라이던트 I 보다 무거운 탄두를 운반한다. 정확도도 훨씬 높아졌다. 3단 로켓 전부를 탄소섬유로 제작해 무게가 가벼워졌다.
영국 해군의 뱅가드급 잠수함과 미국 해군의 오하이오급 잠수함에 탑재된다. USS Tennessee에 처음 배치되었다. 14척의 오하이오급에 배치되어 있으며, 4척의 뱅가드급에 배치되어 있다. 1989년 이래 134번의 테스트 발사가 있었다. 2010년 6월 8일 USS Maryland (SSBN-738)에서 가장 최근의 발사가 있었다.

## 버전
트라이던트 D5의 탄두중량은 1,690kg이며 다른 출처에서는 2,800kg이다.
- 1–8 Mk-5 RV/W88 (455 kt), RV+핵탄두 무게 175 kg
- 1–14 Mk-4 RV/W76-0 (100 kt), RV+핵탄두 무게 95 kg
- 1–14 Mk-4A RV/W-76-1 (90 kt)
- 단발 또는 여러발 W76-2 (5–7 kt)

## 사거리
| Mk-5 RVs | 탄두중량 (kg) | D-5 사거리 (km) | 사거리 연장비율 (%) |
| -------- | ------------- | --------------- | ------------------- |
| 8        | 2,700         | 7,593           | nominal             |
| 7        | 2,525         | 8,278           | 9                   |
| 6        | 2,350         | 9,111           | 20                  |
| 5        | 2,175         | 10,148          | 34                  |
| 4        | 2,000         | 11,519          | 52                  |
| 3        | 1,825         | 13,482          | 78                  |

## 각국의 SLBM (Submarine-Launched Ballistic Missile)
현재 전 세계에 SLBM 전력을 보유한 나라는 유엔 안보리 상임이사국 5개국과 인도 뿐이다. 인도는 아직 개발중이다.
다른 나라들은 한가지 모델을 계속해서 개량하는 반면에, 러시아는 R-29RMU 이외에도 다른 종류의 SLBM을 병행해서 배치하고 있다.
- 미국 해군 - 트라이던트 II, 58톤, 1990년 배치
- 영국 해군 - 트라이던트 II, 58톤
- 러시아 해군 - R-29RMU, 40톤, 2007년 배치
- 프랑스 해군 - M51 미사일, 52톤, 2010년 배치
- 중국 해군 - JL-2, 42톤, 개발중
- 인도 해군 - 아그니 3, 44톤, 개발중

## 사용중인 잠수함
영국 해군
- HMS Vanguard (S28)
- HMS Vengeance (S31)
- HMS Victorious (S29)
- HMS Vigilant (S30)

 미국 해군
- USS Alabama (SSBN-731)
- USS Alaska (SSBN-732)
- USS Henry M. Jackson (SSBN-730)
- USS Kentucky (SSBN-737)
- USS Louisiana (SSBN-743)
- USS Maine (SSBN-741)
- USS Maryland (SSBN-738)
- USS Nebraska (SSBN-739)
- USS Nevada (SSBN-733)
- USS Pennsylvania (SSBN-735)
- USS Rhode Island (SSBN-740)
- USS Tennessee (SSBN-734)
- USS West Virginia (SSBN-736)
- USS Wyoming (SSBN-742)

## 같이 보기
- 트라이던트 미사일
- R-29RMU - 시네바 미사일은 러시아의 SLBM이다.
- JL-2 - 중국의 SLBM 미사일
- M51 미사일 - 프랑스의 SLBM